# Länsväg 243
De Zweedse weg 243 (Zweeds: Länsväg 243) is een provinciale weg in de provincie Örebro län in Zweden en is circa 67 kilometer lang.

## Plaatsen langs de weg
- Åtorp
- Degerfors
- Karlskoga
- Gyttorp
- Nora

## Knooppunten
- Länsväg 204 bij Åtorp (begin)
- Länsväg 205: begin gezamenlijk tracé, bij Degerfors
- Länsväg 205: einde gezamenlijk tracé, E18: begin gezamenlijk tracé, bij Karlskoga
- E18: einde gezamenlijk tracé, bij Karlskoga
- Länsväg 244 bij Gyttorp/Nora (einde)